# Івано-Осієвська
Івано-Осієвська (рос. Ивано-Осиевская) — присілок в Верхньотоємському районі Архангельської області Російської Федерації.
Населення становить 39 осіб. Входить до складу муніципального утворення Верхньотоємський муніципальний округ.

## Історія
До 1 червня 2021 року входило до складу муніципального утворення Афанасєвське муніципальне утворення.

## Населення
| 2002 | 2010 |
| ---- | ---- |
| 48   | ↘39  |